# Hampersdorf
Das Kirchdorf Hampersdorf ist ein Gemeindeteil der Stadt Dorfen im oberbayerischen Landkreis Erding.

## Geographie

### Geographische Lage
Es liegt nahezu in der Gemeindegebiets-Mitte. Der Ort kam mit der Gemeinde Hausmehring 1972 zur Stadt Dorfen.

### Geologie
Das Dorf liegt an der südlichen Grenze des Isar-Inn-Hügellandes und ist damit Teil des Bayerischen Alpenvorlandes.
Der Untergrund entstand im Miozän und ist in der Gruppe der Oberen Süßwassermolasse zu verorten. Unterhalb der Humusschicht liegt ein orange-gelblicher Grobsandboden.
Die in einer kleinen in nord-süd Richtung verlaufenden Talschneise gelegene Weiherserie, bestehend aus sieben Weihnern mit einer Fläche von jeweils zwischen 150 und 1000 Quadratmetern, hingegen ist aus einem jüngeren Erdzeitalter und wird zwischen Pleistozän und Holozän verortet.

## Geschichte
Der Ort wurde 865 in Zusammenhang mit einer Person namens Humperht (von ihm leitet sich der Ortsname ab) erstmals erwähnt. 957/972 wird der Ortsname Humprehtesdorf für eine adlige Familie als Name erwähnt. Das Herzogsurbar von 1228/42 führt im Gericht Dorfen das Amt Hampersdorf auf. Wie lange das Amt bestanden hat, ist aus den vorhandenen Quellen nicht ersichtlich. Bei der Verwaltungsgliederung des im Jahr 1806 gegründeten Königreichs Bayern um die Eingliederung der neu erworbenen Gebiete im Jahre 1808 bewältigen zu können und dem Gemeinde-Edikt vom 17. Mai 1818 wurde Hampersdorf zunächst dem Landgericht Erding zugesprochen. 1858 kam der Ort mit der Gemeinde Hausmehring zum neugeschaffenen Landgericht Dorfen.
Hampersdorf war Teil der Obmannschaft Hampersdorf, zu welcher auch die Ortschaften Bernöd, Brodshub, Furt, Krottenthal, Lerchenhub, Loipfering, Mehlmühle und Stetten gehörten.
Einem Großbrand am 19. Mai 1883 fielen 7 Häuser zum Opfer.
Am 10. Oktober 1894 brannte der Stadel der Gastwirtschaft.
1967 wurde die Tafernwirtschaft Wirt z' Hampersdorf geschlossen, die zuletzt von Ludwig Obermaier betrieben wurde.
Bei der Gemeindereform 1971/72 schlug man Hausmehring (mit Hampersdorf) der Stadt Dorfen zu.
Seit 2020 wird Hampersdorf im Nordwesten um 15 Einfamilienhäuser und 5 Doppelhäuser in der Katharina-Hampersdorfer-Straße erweitert. Dies ist die erste Straße im Ort, die sich vom Ortsnamen unterscheidet, und wurde nach der 30. Äbtissin von Kloster Frauenchiemsee Katharina Hamperstorferin († 6. Januar 1418) benannt, die aus Hampersdorf stammte.

### Die Edlen von Hampersdorf

Wappen der Gemeinde Ellmau, das auf dem Siegel der Hampersdorfer basiert

Wahrscheinlich gab es mehrere verschiedene Adelsgeschlechter, die nach dem Ort Hampersdorf benannt wurden.
Das bedeutendste dieser Adelsgeschlechter hatte von spätestens 1226 bis wahrscheinlich 1418 Bestand. Diese Hampersdorfer waren Ministeriale der Wittelsbacher.
Das Siegel der Hampersdorfer hatte einen Zickzackbalken, wie er auch im Wappen der Wittelsbacher als Grafen von Scheyern vorkommt. Die Verwendung des Siegels ist im Jahr 1287 durch Siboto von Hamprehtsdorf belegt, der persönlich im Dienst der Wittelsbacher stand. Der Hampersdorfer Zickzackbalken ist bis heute im 1972 verliehenen Wappen der Tiroler Gemeinde Ellmau erhalten geblieben, da die Hampersdorfer dort bedeutende Grundherren waren.
Cunrat von Hamperstorf war mit Herweich verheiratet, einer Schwester von Seifried von Fraunberg zu Haag. Als Kinder von Cunrat und Herweich sind Erhart, Chunrat und Katharina belegt. Letztere wurde 1399 zur 30. Äbtissin von Frauenchiemsee gewählt.
Bereits 1333 hatten die Hampersdorfer unter Cunrat ihren Sitz ins Schloss Moosen im heutigen Kloster Moosen verlegt, das sie damals zu einem Drittel besaßen, während die übrigen zwei Drittel dem Herzog gehörten. Später gelangte das Schloss Moosen vollständig in den Besitz der Hampersdorfer. 1372 verkaufte Chunrat das Gut zu Moosen an seine Schwester Katharina. Katharina verkaufte das Gut in Moosen später und stiftete die Erträge, wodurch das Schloss Moosen in den Besitz von Seiz von Zeilhofen überging. Am 6. Januar 1418 starb Katharina als vermutlich letzte dieses Geschlechts und wurde auf der Fraueninsel beigesetzt. Auf ihrem Grabstein lässt sich ebenfalls der Zickzackbalken finden.
Der Stammsitz in Hampersdorf hingegen, der seit 1123 belegt ist und 1632 im Dreißigjährigen Krieg zerstört wurde, wechselte im Laufe der Jahrhunderte in den Besitz der Heilig-Geist-Kirche in Landshut und blieb vermutlich bis zur Säkularisation in Bayern 1803 deren Eigentum. Schließlich entstand die 1967 geschlossene Wirtschaft aus dem Stammsitz der Hampersdorfer.
Weiterhin weisen die Hampersdorfer Verbindungen zum Kloster Altenhohenau bei Griesstätt auf. Im Jahr 1287 ist der Verkauf des Hofs in Litzlbach bei Oberdorfen an das Kloster durch Siboto von Hamprehtsdorf und im Jahr 1350 eine Jahrtagsstiftung durch Chunrat von Hamperstorf belegt.

## Kultur und Sehenswürdigkeiten

### Bauwerke

#### Filialkirche St. Peter u. Paul

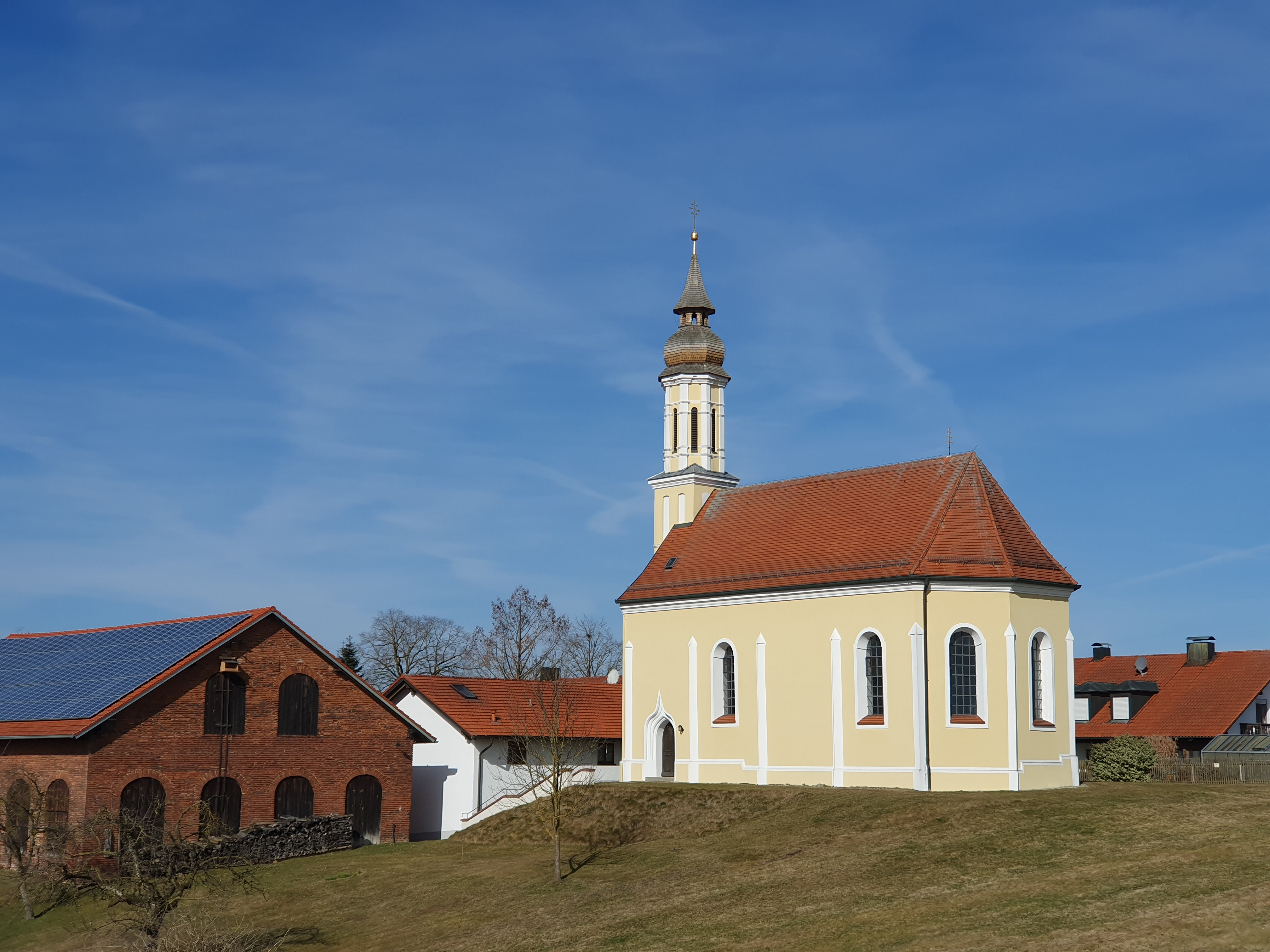
St. Peter u. Paul

Das Bauwerk wurde Anfang des 16. Jahrhunderts im Stil der abklingenden Spätgotik errichtet. Die Kirche ist ein 3-jochiges Langhaus und einen nicht eingezogenen 1-jochigen Chor mit polygonalem Schluss. 1720 wurde die Kirche äußerlich (Fenster) und innen (Langhaus-Stichkappentonne) leicht verändert, dabei erhielt der Turm auch sein frührokoko-anmutendes Spätbarock-Aussehen. Der Hochaltar ist im neugotischen Stil 1868 gefertigt worden, mit dem Gemälde (Schlüsselübergabe an Petrus) von Johann Albrecht aus München.

#### Kirchmeierhof
Teile des direkt unterhalb der Kirche St. Peter und Paul gelegenen Kirchmeierhofes sind mit Aktennummer D-1-77-115-61 denkmalgeschützt.
Nach Recherchen von Josef Gammel war dieser ehemalige Dreiseithof grundbar zur Domkusterei in Freising.

Wohnhaus
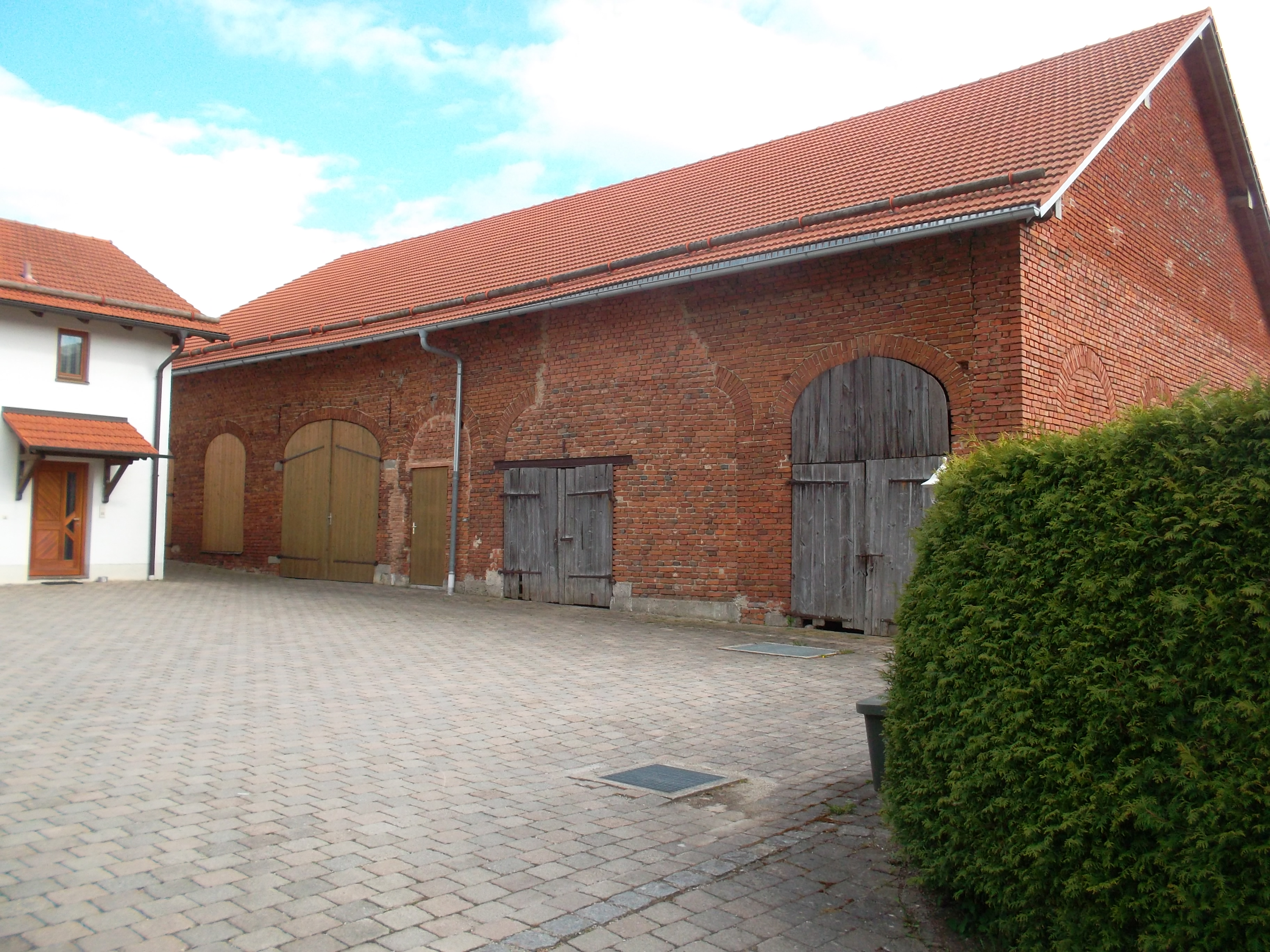
Stadl von Norden
Stadl von Süden

### Bodendenkmäler
Dass das Gebiet um Hampersdorf schon vor Jahrtausenden von Menschen besiedelt war, zeigen die beiden Bodendenkmäler im Süden von Hampersdorf.
Das kleinere, circa 8000 Quadratmeter große Bodendenkmal mit der Aktennummer D-1-7739-0156 ist am oberen Hang der sogenannten Mühlleite gelegen und beherbergt eine Siedlung des Jung- oder Spätneolithikums.
Das größere, circa 7,4 Hektar große Bodendenkmal mit der Aktennummer D-1-7739-0060 liegt am Südhang des Hampersdorfer Feldes und erstreckt sich bis zum nordöstlichen Ortsrand von Loipfering. Dort war eine Siedlung des Neolithikums, der Bronzezeit und der römischen Kaiserzeit.
Ein weiteres Bodendenkmal liegt im Bereich der Filialkirche St. Peter und Paul.

### Regelmäßige Veranstaltungen
Seit 1986 wird jedes Jahr an einem Sonntag Ende Juni das Hampersdorfer Dorffest vom Schützenverein Germania Hampersdorf ausgerichtet. Es findet anlässlich des Patroziniumsfestes der Peter-und-Paul-Kirche statt und beginnt mit einem Festgottesdienst auf der Wiese oberhalb der Kirche.

### Vereine

#### Schützenverein Germania Hampersdorf
Die größte Bedeutung im Vereinsleben des Dorfes spielt der Schützenverein Germania Hampersdorf. 1906 wurde der Verein beim Wirt z' Hampersdorf gegründet und war dort bis zur Schließung der Gastwirtschaft zuhause. Danach wechselte der Verein ins Gasthaus „Zur Halle“ beim ehemaligen Bahnhof Dorfen Markt an der Bahnstrecke Dorfen–Velden, bis 1999 das neue Schützenheim mit eigenem Schießstand direkt unterhalb der Kirche im Kirchmeierhof bezogen werden konnte.

#### Freiwillige Feuerwehr Hausmehring
Die Freiwillige Feuerwehr Hausmehring ist die jüngste aller Dorfener Ortsfeuerwehren und entstand 1969 durch die Zusammenlegung der Freiwilligen Feuerwehren Hampersdorf und Kloster Moosen. Das Feuerwehrhaus befindet sich am Stiftlring in Kloster Moosen Siedlung.
Die Freiwillige Feuerwehr Hampersdorf war bereits 1876 gegründet worden.